# Fetais da Calheta
Os Fetais da Calheta é uma localidade portuguesa da freguesia da Calheta de Nesquim, concelho das Lajes do Pico, ilha do Pico, arquipélago dos Açores.
Esta localidade muito ligada à produção do vinho Verdelho encontra-se próximo ao povoado da Cascalheira e das elevações denominadas Cabeço das Covas e do Cabeço da Cascalheira.